# Erylus formosus
Erylus formosus é uma esponja marinha do Atlântico Ocidental descrita por William J. Sollas em 1886.

## Descrição morfológica
Erylus formosus apresenta hábito de crescimento maciço e lobado, formando massas que podem atingir de 15 a 30 centímetros de comprimento. A coloração externa, em espécimes vivos, varia do marrom escuro quase negro, ficando levemente mais claro no interior, que se revela branco em corte transverso. Superfície externa é lisa quando submersa, tornando-se ligeiramente enrugada ao ser exposta ao ar. Ósculos uniporais localizam-se no topo de lobos verticais, conduzindo a cloacas onde canais exalantes convergem sem estrutura de esfíncter aparente.

## Distribuição e habitat
E. formosus ocorre no Atlântico Ocidental, abrangendo o Caribe (Bahamas, Cuba, Ilhas Virgens), costa leste dos Estados Unidos (Flórida) e águas do México e Belize. No Brasil, ocorre desde o litoral do Nordeste até o Maranhão, inclusive em Fernando de Noronha e Arquipélago de Rocas, em profundidades de 3 a 174 metros. Habita substratos duros, como recifes de coralina e macrófitas, fixando-se em fissuras e cavidades entre algas coralinas.

## Biologia e ecologia
Alimentação: filtradora, captura partículas suspensas e plâncton por meio de coanócitos, contribuindo para a clarificação da coluna d’água e ciclagem de nutrientes.
Reprodução: reproduz-se de forma assexuada, por gêmulas que se desenvolvem em condições de estiagem, e sexualmente, liberando esperma e óvulos na coluna d’água para fertilização externa.
Associações microbianas: bactérias heterotróficas isoladas de Erylus spp. demonstram atividade antimicrobiana, sugerindo papel protetor ao hospedeiro.
Metabolitos secundários: Fonte de triterpeno glicósidos (erylosídeos), como formosídeo, importantes em estudos de fitoquímica marinha devido à sua poderosa atividade biológica.

## Estado de conservação
Não avaliada individualmente pela IUCN, mas considerada de preocupação menor devido à ampla distribuição e ausência de declínio populacional significativo. A coleta para estudos bioquímicos e a degradação de recifes por mudanças climáticas representam ameaças pontuais.

## Taxonomia
Erylus formosus foi descrita por Sollas em 1886 com base em espécimes coletados nas Bahamas. Estudos posteriores confirmaram sua validade como espécie distinta, diferenciando-a de outros táxons de Erylus pela combinação única de aspidasters e triaenes sob o ectocortex.